# عبر-ناری (ساتراپی هخامنشی)
عِبِر-ناری نامی اکدی است که در اسناد آشوری و بابلی سده‌های هشتم تا پنجم پیش از میلاد، برای نامیدن سرزمین‌های غرب فرات همچون فنیقیه، سوریه، و اسراییل استفاده می‌شد. ظاهراً این مناطق در سال ۵۳۹ پ.م. و پس از آن‌که کوروش بزرگ توانست میان‌رودان را تصرف کرده و از کنترل بابلی‌ها خارج کند، به کنترل ایرانی‌ها درآمد.
در سال ۵۳۵ پ. م.، کوروش بزرگ، برخی از مناطق تازه فتح شده امپراتوری بابل نو شامل، منطقه بابل و عبرناری، که جنوب میان‌رودان، بخش عمده شام و ساحل شرقی مدیترانه را دربر می‌گرفت را، به عنوان یک ساتراپی سازمان داد. منطقه باقی‌مانده شامل، شمال میان‌رودان، شمال شرقی سوریه امروزی و جنوب شرقی آناتولی نیز، ساتراپی آشورا را تشکیل داد.
ساتراپ عبرناری در شهر بابل سکونت داشت و در عبرناری نیز فرماندارانی وجود داشت، که یکی از آن‌ها تات‌تِنای بود که در کتاب مقدس و اسناد خط میخی بابلی نامش ذکر شده است. این ساتراپی واحد حداقل تا سال ۴۸۶ پ. م. دست نخورده باقی ماند، اما در سال ۴۵۰ پ.م. این ساتراپی بزرگ به دو ساتراپی بابیروش و عبرناری تقسیم شد. پایتخت عبرناری نیز شهر صیدا یا دمشق بود. این احتمال که پایتخت ساتراپی دمشق بوده باشد بیشتر است و استرابون نیز دربارهٔ دمشق می‌گوید که در زمان حکومت پارسیان، دمشق شکوهمندترین شهر شام بوده است.

## نام
- اکدی: 𒆳𒂊𒄵𒀀𒇉، آوانگاری: Eber-Nāri [KUR.e.bir.ID₂]، ت. «فرای رودخانه» — به معنای ناحیهٔ غرب فرات.[۹][۱۰]
- آرامی باستان: עבר נהרה، آوانگاری: ʿAvar Naharā، ت. «فرای رودخانه» — به معنای دیگر کرانهٔ فرات.[۱۱][۱۲]
- عبری: עבר הנהר‎، آوانگاری: ʿĒḇer haNāhār، ت. «فرای رودخانه» — به معنای فرای رودخانه.[۱۱][۱۳][۱۴][۱۵]

## تاریخچه
در سال ۵۳۵ پیش از میلاد، کوروش، بابل و عبر-ناری را به یک ساتراپی تبدیل کرد که شامل تقریباً همهٔ سرزمین حکمرانی نئوبابلی پیشین می‌شد. از اسناد حقوقی بابلی، ساتراپ‌های زیر که ظاهراً همگی ایرانیان ساکن بابل هستند، شناخته شده‌اند: گئوبرو (۵۳۵–۵۲۵ پ. م)، اوشتانو (۵۲۱–۵۱۶ پ. م)، خوتَ [...] پسر پَگَکَنَ (۴۸۶ پ. م). عبر-ناری نیز فرمانداران خود را داشته که تابع ساتراپ استان متحد بود. این سمت در حدود سال‌های ۵۱۸–۵۲۰ پیش از میلاد متعلق به تَتَنو بوده‌است.

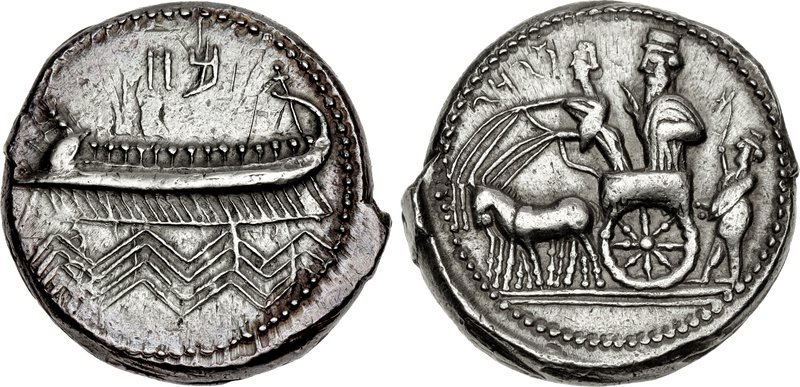
سکهٔ متعلق به مزدایه، ساتراپ عبر-ناری، صیدون، و فنیقیه. حدود ۳۵۳–۳۳۳ پیش از میلاد.

در فاصلهٔ زمانی میان سال‌های ۴۸۶ و ۴۵۰ پیش از میلاد، ساتراپی بابل و عبر-ناری به دو واحد اداری با وضعیت مساوی تقسیم شد. احتمالاً این جدایی مدت کوتاهی پس از سال ۴۸۲ پیش از میلاد رخ داد، که خشایارشا شورش بابل علیه شاهنشاهی را سرکوب کرد. طولی نکشید که این ساتراپی، که اکنون قبرس را نیز شامل می‌شد، موقعیتی ممتاز در بخش غربی شاهنشاهی هخامنشی یافت. اسناد حقوقی بابلی از سال‌های ۴۰۷–۴۰۱ پیش از میلاد به بِلشونو پسر بیل-اوصورشو (بلسیس) تحت عنوان فرماندار عبر-ناری اشاره می‌کنند. یک بلسیس دیگر، فرماندار سوریه در دورهٔ اردشیر سوم است که دیودور از آن یاد می‌کند؛ ممکن است که او در دمشق یا صیدون زندگی می‌کرده. در سال ۳۴۹ پیش از میلاد، شهرهای فنیقیه علیه ایرانیان شورش کردند و پس از آن، در حدود سال ۳۴۴ پیش از میلاد، عبر-ناری به کیلیکیه ملحق شد که مَزَئوس ساتراپی آنجا، لشکری را علیه فنیقی‌ها رهبری کرده بود. روی سکه‌های او شعاری به زبان آرامی با این مضمون حک شده‌است: «مزدایه که بر فراز عبر-ناری و کیلیکیه است». در سال ۳۳۲ پیش از میلاد، این ساتراپی توسط اسکندر مقدونی اشغال شد.

## ساتراپ‌ها
- گئوبروه یکم، ساتراپ، ساتراپی واحد بابل و عبر-ناری از سال ۵۳۹ تا ۵۳۸ پ.م..
- Nabu-ahhe-bullit، ساتراپ، ساتراپی واحد بابل و عبر-ناری از سال ۵۳۸ تا ۵۳۵ پ.م..
- گئوبروه دوم، ساتراپ، ساتراپی واحد بابل و عبر-ناری از سال ۵۳۵ تا ۵۲۲/۵۲۱ پ.م..
- نبوکدنصر سوم، در ابتدای دوران داریوش بزرگ، شورش در بابل رخ داده و فردی به نام Nidintu-Bel رهبری شورشیان بابل را به عهده گرفت، و خود را با عنوان نبوکدنصر سوم پادشاه بابل معرفی کرد. گفته می‌شود این شورش حدود یکسال و نیم طول کشیده و داریوش توانست بابل را در ۵۲۰ پ.م. بازپس بگیرد؛ بنابراین از ۵۲۲/۵۲۱ تا ۵۲۰ پ.م. بابل از کنترل هخامنشی‌ها خارج شده بود.
- زوپیر، بنا به گفته هرودوت زوپیر فرمانده فاتح بابل است و پس از این پیروزی داریوش بزرگ او را به صورت مادام العمر به عنوان ساتراپ، ساتراپی واحد بابل و عبر-ناری انتخاب کرده و از سال ۵۲۰ تا ۴۸۴ پ.م. او ساتراپ این منطقه می‌باشد.[۱۶] با این حال اسناد و کتیبه‌های برجای مانده بابلی روایت هرودوت را تأیید نمی‌کنند[۱۷] و از فردی به نام هیستانس به عنوان ساتراپ منصوب داریوش نام می‌برند.[۱۸]
- هیستانس [de]، بنا بر اسناد بابلی، ساتراپ، ساتراپی واحد بابل و عبر-ناری از سال ۵۲۰ تا ۵۱۶ پ.م.[۱۹][۲۰]
- در سال ۵۱۶ پ.م. داریوش ساختار ساتراپی‌ها را اصلاح کرد و ساتراپی بابل، به دو ساتراپی «بابل» و «عبر-ناری» تقسیم شد.[۲۱]
- تاتنای، ساتراپ، عبر-ناری از سال ۵۱۶ تا نامشخص (کتیبه‌ای گلی مربوط به سال ۵۰۲ پ.م. از او یافت شده[۲۲]) پ.م..[ت]
- Addaios در زمان سلطنت خشایارشا
- یک ساتراپ ناشناس بنام Huta XX
- بغابوخش دوم
- آرتوفیوس فرزند بغابوخش دوم
- بلیسیس یکم، ساتراپ، عبر-ناری از سال ۴۰۷ تا ۴۰۱ پ.م..
- ابروکومس، ساتراپ، عبر-ناری از سال ۴۰۱ تا ۳۸۳ پ.م..
- بلیسیس دوم، ساتراپ، عبر-ناری از سال ۳۶۹ تا ۳۴۵ پ.م..
- مزدایه، ساتراپ، عبر-ناری از سال ۳۴۵ تا ۳۲۸ پ.م..

## تقسیمات اداری
عبر-ناری شامل سه ناحیه با وضعیت اداری متمایز بود: فنیقیه، یهودا و سامریه، و قبایل عرب. شهرهای فینیقی صور، صیدون، بیبلوس، و آرادوس، دولت‌های تابعه‌ای بودند که توسط پادشاهان محلی موروثی اداره می‌شدند که سکه‌های نقرهٔ خودشان را می‌زدند و قدرتشان توسط ساتراپ ایرانی و مجامع مردمی محلی محدود می‌شد. اقتصاد این شهرها عمدتاً مبتنی بر تجارت دریایی بود. در جریان عملیات‌های نظامی، فنیقی‌ها موظف بودند که ناوگان خود را در اختیار پادشاهان ایرانی قرار دهند. یهودا و سامریه از خودمختاری داخلی قابل توجهی برخوردار بودند. آثار مُهرهای پایان سدهٔ ششم و آغاز سدهٔ پنجم پیش از میلاد، از استان یهودا یاد می‌کنند. فرمانداران آن شامل ششبزر و زروبابل در دوران کوروش و داریوش یکم بودند؛ نحمیا؛ بَگُهی که جانشین نحمیا شد و تعیین قومیت او دشوار است؛ و «یحزقیه فرماندار» و «یوحنان کاهن» که از سکه‌های ضر شده در یهودا در سدهٔ چهارم پیش از میلاد شناخته می‌شوند. از نیمهٔ دوم سدهٔ پنجم پیش از میلاد، استان سامریه توسط سَنبَلَت و فرزندانش اداره می‌شد. سرانجام، در ناحیهٔ میان مصر و فرات، قبایل عرب توسط رؤسای خود اداره شدند.

## یادداشت
1. ↑  ساتراپ، ساتراپی واحد بابل و عِبِر-ناری بود.
2. ↑  پس سقوط شاهنشاهی، توسط اسکندر به عنوان ساتراپ بابل انتخاب شد و تا زمان مرگش در سال ۳۲۸ پ.م. عهده‌دار این رده بود.[۱]
3. ↑  در بعضی منابع برای نام بردن از این ساتراپی از واژه سوریه یا سوریه هخامنشی استفاده شده است.[۲]
4. ↑  نام او در عهد عتیق
ذکر شده اما سال حکومتش قدری زودتر در ۵۱۹ پ. م عنوان شده‌است.[۲۲]